# Cantó de Marle
El cantó de Marle és un cantó francès del departament de l'Aisne, situat al districte de Laon. Té 23 municipis i el cap és Marle.

## Municipis
- Agnicourt-et-Séchelles
- Autremencourt
- Bosmont-sur-Serre
- Châtillon-lès-Sons
- Cilly
- Cuirieux
- Erlon
- Froidmont-Cohartille
- Grandlup-et-Fay
- Marcy-sous-Marle
- Marle
- Monceau-le-Waast
- Montigny-le-Franc
- Montigny-sous-Marle
- La Neuville-Bosmont
- Pierrepont
- Saint-Pierremont
- Sons-et-Ronchères
- Tavaux-et-Pontséricourt
- Thiernu
- Toulis-et-Attencourt
- Vesles-et-Caumont
- Voyenne

## Història
| Data d'elecció                           | Identitat         | Partit               | Qualitat |
| ---------------------------------------- | ----------------- | -------------------- | -------- |
| 1945-1967                                | Jean-Pierre Bloch | SFIO                 |          |
| 1967-1985                                | Henri Loncq       | CD, després UDF-rad. |          |
| 1985-                                    | Yves Daudigny     | PS                   |          |
| les dades anteriors no són pas conegudes |                   |                      |          |
|                                          |                   |                      |          |

## Demografia
| A partir de 1990: Població sense dobles comptes |